# Rolf Aldag
Rolf Aldag, nacido el 25 de agosto de 1968 en Beckum, es un ex ciclista profesional alemán. En el pasado corrió para el equipo T-Mobile. Desde 2007 es el director deportivo de este equipo. El 24 de mayo de 2007, confesó en una conferencia de prensa que durante años se había dopado. 

## Carrera
Después de los éxitos como aficionado (entre ellos la Copa del Mundo de 1989 y 1990), se trasladó en 1991 al equipo profesional RC Olympia Dortmund. 
Comenzó su carrera profesional en 1991 en el Equipo de Helvetia, y en 1993 se trasladó al equipo Telekom. Aquí corrió al lado de Erik Zabel y Jan Ullrich en varios de los principales tours. Sólo en el Tour de Francia, participó diez veces, seis veces inició la Vuelta a España y una vez en el Giro de Italia. 
En 1997 fue miembro del equipo del equipo Telekom para el Tour de Francia, consiguiendo el primer lugar en la clasificación general de Jan Ullrich, el jersey verde de Erik Zabel y el primer de lugar en la clasificación por equipos. 
En el Tour de Francia de 2003 se escapó en la séptima etapa de Lyon a Morzine haciendo una magnífica carrera siendo rebasado por solamente por Richard Virenque.
El 23 de agosto de 2005 anunció en una rueda de prensa que su activa carrera como ciclista profesional se acabaría al final de la temporada. 

## Perfil
Rolf Aldag fue un ciclista versátil, pero sobre todo rápido y resistente. 
En la clásica París-Roubaix, una carrera que no le gusta, dijo: "Toda persona que afirma que la ama dice una idiotez, porque en realidad se trata de una idiotez y no una carrera de ciclismo". 
En esta carrera le fue mejor después de sus declaraciones, debido sobre todo a su experiencia. A pesar de sacrificarse por el equipo en todas las demás tareas, pudo quedar tres veces entre los 10 primeros.
En el Tour de Francia de 2003 fue protagonista de un documental: "El infierno gira", en la que el director Pepe Danquart siguió a Aldag y a Erik Zabel durante la carrera. 
Durante el Tour de Francia de 2005 y el de 2006 fue comentarista y experto en la televisión alemana ZDF. 
Rolf Aldag es desde el 1 de noviembre de 2006, el nuevo director deportivo del antiguo equipo T-Mobile (el patrocinador, T-Mobile se retira el 27 de noviembre de 2007). Junto con el equipo gestor de Bob Stapleton, que rompió el actual equipo de gestión a Olaf Ludwig y Mario Kummer después de que el patrocinador, T-Mobile en relación con el escándalo de dopaje de la Operación Puerto salpicase a sus propios corredores. 

## Confesión de dopaje
Aldag estuvo en una rueda de prensa convocada el 24 de mayo de 2007, en el que Erik Zabel admitió haberse dopado, usando EPO, durante años. Esta rueda de prensa fue provocada por la serie de confesiones que hizo Jef d'Hont en abril de 2007 en su libro "recuerdos de un ciclista custodio".

## Maratón
Unos pocos meses después del final de su carrera corrió en el Maratón de Hamburgo en abril de 2006, con un tiempo de 2:42:54 en el maratón de distancia de 42.195 kilómetros. 

## Los intentos de triatlón
El Ironman de Lanzarote en 2006, en la actualidad considerado como el Ironman más duro de esta modalidad, Aldag lo corrió el 20 de mayo logrando un tiempo de 10:22:14.

## Palmarés
| 1991 - 1 etapa en la Vuelta a Gran Bretaña - 2 etapas en el Tour DuPont 1992 - 1 etapa en el Tour DuPont - 2.º en el Campeonato de Alemania en Ruta 1993 - 1 etapa en el Tour de Romandía 1994 - Hofbrau Cup, más 1 etapa 1995 - 1 etapa del Tour de Limousin - 3.º en el Campeonato de Alemania en Ruta 1996 - 1 etapa del Tour de Limousin 1997 - 1 etapa del Gran Premio Guillermo Tell - 1 etapa de la Vuelta a Suiza - 2.º en el Campeonato de Alemania en Ruta | 1999 - Vuelta a Baviera - 1 etapa de la Vuelta a Alemania - GP Buchholz 2000 - Campeonato de Alemania en Ruta 2001 - 1 etapa de la Vuelta a Alemania 2002 - 1 etapa en el Vuelta a Baviera 2003 - Sparkassen Giro Bochum 2004 - 1 etapa en el Tour de Rhénanie-Palatinat |